# أمير زيبا
أمير زيبا مواليد 10 يونيو 1989 في سراييفو، جمهورية يوغوسلافيا الاشتراكية الاتحادية، هو لاعب كرة قدم بوسني. يلعب كلاعب وسط.

## روابط خارجية
- أمير زيبا على موقع قاعدة بيانات كرة القدم.إي يو (الإنجليزية)
- أمير زيبا على موقع Soccerway.com (الإنجليزية)